# Енріке Лабо Реворедо
Енріке Лабо Реворедо (ісп. Enrique Labo Revoredo, нар. 2 березня 1939, Ліма — пом 2 липня 2014) — перуанський футбольний суддя. З 1969 року судив матчі вищого дивізіону країни, а в 1972 році став міжнародним арбітром ФІФА, яким був до 1984 року.

## Кар'єра
Працював на таких великих змаганнях:
- Кубок Америки 1979 (1 матч)
- Літні Олімпійські ігри 1980 (2 гри)
- Мундіаліто (1 матч)
- Чемпіонат світу 1982 (1 матч): Західна Німеччина — Алжир 1:2, 16 червня 1982 року
- Кубок Америки 1983 (1 матч)
- Молодіжний чемпіонат світу 1987 (1 матч)
- Кубок Америки 1987 (1 матч)